# Eastern Suburbs Rugby Union Football Club
 (février 2024).
Si vous disposez d'ouvrages ou d'articles de référence ou si vous connaissez des sites web de qualité traitant du thème abordé ici, merci de compléter l'article en donnant les références utiles à sa vérifiabilité et en les liant à la section « Notes et références ».
Le Eastern Suburbs Rugby Union Football Club ou Easts Rugby Club, est un club de rugby à XV australien, situé à Rose Bay dans la banlieue est de Sydney, en Australie. Fondé en 1900, il évolue au Woollahra Oval.

## Histoire
Le Eastern Suburbs Rugby Union Football Club est fondé en 1900. Après avoir évolué une saison en noir, le club choisit dès 1901 le bleu, le blanc et le rouge de l'équipe des Lions britanniques qui était venue en tournée en Australie en 1889.
Vainqueur à 11 reprises du Shute Shield, le championnat des clubs de Sydney, Eastern Suburbs a fourni près de 70 internationaux à l'équipe d'Australie. Le club remporte le onzième titre de son histoire en 2024,.

## Palmarès
- Shute Shield (11 titres) : 1903, 1913, 1921, 1931, 1941, 1944, 1946, 1947, 1969, 2003, 2024.

## Joueurs célèbres
- Tony Daly
- Tim Gavin
- Talalelei Gray
- John Isaac
- Jack Maddocks
- Dally Messenger
- Patricio Noriega
- Samuel Payne